# Ralf Bartels
Ralf Bartels (* 21. Februar 1978 in Stavenhagen) ist ein ehemaliger deutscher Kugelstoßer. Er war 2006 Europameister.

## Leben
Der Juniorenweltmeister von 1996 und Junioreneuropameister von 1997 war in der Erwachsenenkategorie zum ersten Mal bei den Weltmeisterschaften 2001 in Edmonton am Start, schied jedoch in der Qualifikation aus.
2002 wurde er, wie in den vier folgenden Jahren, Deutscher Meister. Bei den Europameisterschaften in München gewann er Bronze. Bei den Weltmeisterschaften 2003 in Paris-Saint-Denis wurde er Fünfter, bei den Olympischen Spielen 2004 in Athen Achter.
2005 stellte er am 29. Mai in Schloss Engers mit 21,36 m eine persönliche Bestleistung auf, und bei den Weltmeisterschaften 2005 in Helsinki errang er Bronze mit 20,99 m.
Seine Topform hielt in der nächsten Saison an. In der Halle steigerte er sich auf 21,43 m (25. Februar in Karlsruhe), und bei den Europameisterschaften in Göteborg sicherte er sich mit 21,13 m im letzten Versuch den Titel. Bei den Weltmeisterschaften 2007 in Osaka belegte er den siebten Platz.
Bei den Olympischen Spielen 2008 in Peking konnte er aufgrund einer Wadenverletzung nicht teilnehmen. Ein Jahr später bei den Weltmeisterschaften in Berlin gelang ihm der Gewinn der Bronzemedaille. Mit einer Weite von 21,37 m im dritten Versuch verbesserte er seine persönliche Bestleistung um einen Zentimeter und musste sich nur Christian Cantwell und Tomasz Majewski geschlagen geben.
Bei den Hallenweltmeisterschaften 2010 in Doha steigerte er seine persönliche Bestleistung auf 21,44 m und gewann mit dieser Weite zunächst die Bronzemedaille. Dieselbe Platzierung gelang ihm im Freien bei den Europameisterschaften in Barcelona mit 20,93 m. Nach der 2013 verhängten lebenslangen Sperre des Weißrussen Andrej Michnewitsch und der darauf folgenden Streichung seiner Resultate ab den Weltmeisterschaften 2005, rückte Bartels in den Ergebnislisten der Leichtathletik-Europameisterschaften 2010 und der Hallenweltmeisterschaften 2010 jeweils auf den Silberrang vor.
2011 siegte Bartels bei den Halleneuropameisterschaften in Paris in überlegener Manier mit 21,16 m. Im Finale stieß er die vier größten Weiten unter allen Teilnehmern. Bei den Weltmeisterschaften 2011 in Daegu belegte Bartels den zehnten Platz. 2012 nahm Bartels in London an seinen zweiten Olympischen Spielen teil, erreichte aber nicht das Finale. Bei den Halleneuropameisterschaften 2013 wurde er Vierter. Im September 2013 beendete er seine Karriere.
Bartels wurde 2012 mit dem Rudolf-Harbig-Gedächtnispreis geehrt.
Bartels ist 1,86 m groß und hatte ein Wettkampfgewicht von ca. 145 kg. Er startete für den SC Neubrandenburg und trainierte dort unter Gerald Bergmann. Als Sportsoldat gehörte er der Sportfördergruppe der Bundeswehr an.